# Umanesimo cristiano

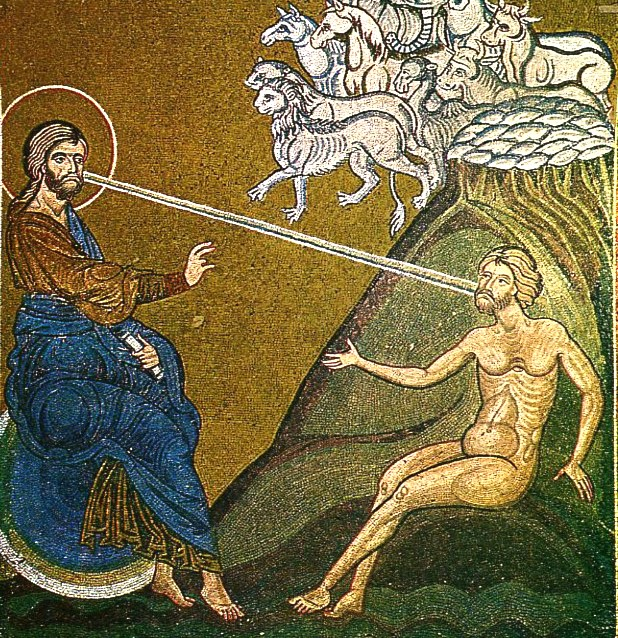
La creazione del primo uomo, avvenuta secondo la Bibbia a immagine e somiglianza del Signore (dai mosaici del duomo di Monreale, Sicilia)

Per Umanesimo cristiano si può intendere la promozione di ideali umanitari come la libertà, la dignità, il libero pensiero individuale, nel contesto della fede e dei valori cristiani.
Storicamente indica quella particolare corrente interna all'Umanesimo rinascimentale, diffusa nel XVI secolo soprattutto in Francia, Fiandre e Germania, che intendeva recuperare le tradizioni dell'antichità classica conciliandole con il cristianesimo, tenendo unite le sacre scritture con le humanae litterae (ossia letteratura latina e filosofia classica greca). 

## Storia
In tal senso questa corrente metteva l'uomo al centro della Chiesa, e quindi valorizzava il rapporto personale e individuale con Dio, favorendo inoltre lo studio filologico dei testi sacri, al fine di ricavare la lezione originale di tali testi, non condizionata da traduzioni o da adeguamenti. Anche nei monasteri si videro esempi di umanesimo cristiano, come nel caso di Ambrogio Traversari e di alcune monache umaniste, quale ad esempio Camilla da Varano.
Tra i maggiori esponenti di questa corrente, anticipata da Petrarca, vi erano Niccolò Cusano, i papi Niccolò V e Pio II, Marsilio Ficino, Pico della Mirandola, Tommaso Moro, e soprattutto Erasmo da Rotterdam.

### Erasmismo
La raffinata opera di Erasmo, la sua critica moderata e la sua idea di rinnovamento portarono ad una rapida diffusione di questo movimento all'interno della stessa Chiesa e anche in nazioni fortemente conservatrici dal punto di vista religioso, come la Spagna.
Tuttavia con il tempo la corrente umanista venne fortemente osteggiata all'interno delle gerarchie ecclesiastiche, soprattutto perché molti umanisti si avvicinarono sempre più alle idee riformatrici estremiste, e alcuni di loro, come Ulrich Zwingli, osteggiarono apertamente la visione cattolica del cristianesimo.

## Umanesimo cristiano moderno
Le correnti moderne dell'umanesimo cristiano si differenziano dalle visioni più conservatrici e tradizionaliste, sostenitrici di un'idea di salvezza derivante solo dalla grazia divina, ritenendo invece che l'uomo debba collaborare al piano divino, e che quindi princìpi umanitari come la libertà, l'individualismo, e il primato della felicità umana, siano essenziali e compatibili con gli insegnamenti di Gesù. Tali valori umanistici sono ritenuti giustificati dall'idea che Dio abbia creato gli esseri umani liberi e degni del suo amore.
Nell'ambito dell'antropologia culturale è stata coniata l'espressione homo religiosus per indicare come il senso religioso del sacro sia una peculiarità tipica della natura umana, inscindibile da questa.